# 鲍里斯·波多尔斯基
鲍里斯·波多尔斯基 （1896年—1966年）是一名生於俄國的犹太人，美国物理学家，与爱因斯坦、羅森一起提出EPR佯谬。

## 經歷
1896年，波多尔斯基出生於俄羅斯帝國頓河州塔甘羅格的一個貧窮的猶太家庭，於1913年移居美國。在於1918年獲得南加州大学電機工程學士學位後入伍美軍。1926年，他獲得南加州大學數學碩士學位；1928年在加州理工學院獲得理論物理學博士學位（導師：Paul Sophus Epstein）。
1935年，波多尔斯基与爱因斯坦和羅森共同發表了題為《能认为量子力学对物理实在的描述是完全的吗？》（英語：Can Quantum-Mechanical Description of Physical Reality Be Considered Complete?）的論文，由此產生了著名的EPR悖論。

## 参閱
- ER=EPR